# Nijlhaven
De Nijlhaven is een haven op de Maasvlakte in Rotterdam. Aan de haven is een lng-terminal gevestigd, GATE (Gas Access To Europe) en is 13,5 meter diep.
De haven is in 2011 gegraven in de Papegaaienbek aan de noordzijde van de Maasvlakte ten oosten van de Achtste Petroleumhaven. Aanvankelijk werd de haven Kleine Beerkanaal genoemd, maar dit kon suggereren dat scheepvaart hiervan gebruik kon maken tussen de Maasmond en het Beerkanaal.